# Heimatmuseum Waltrop
Das Heimatmuseum Waltrop befindet sich seit 1996 im Riphaushof in Waltrop.

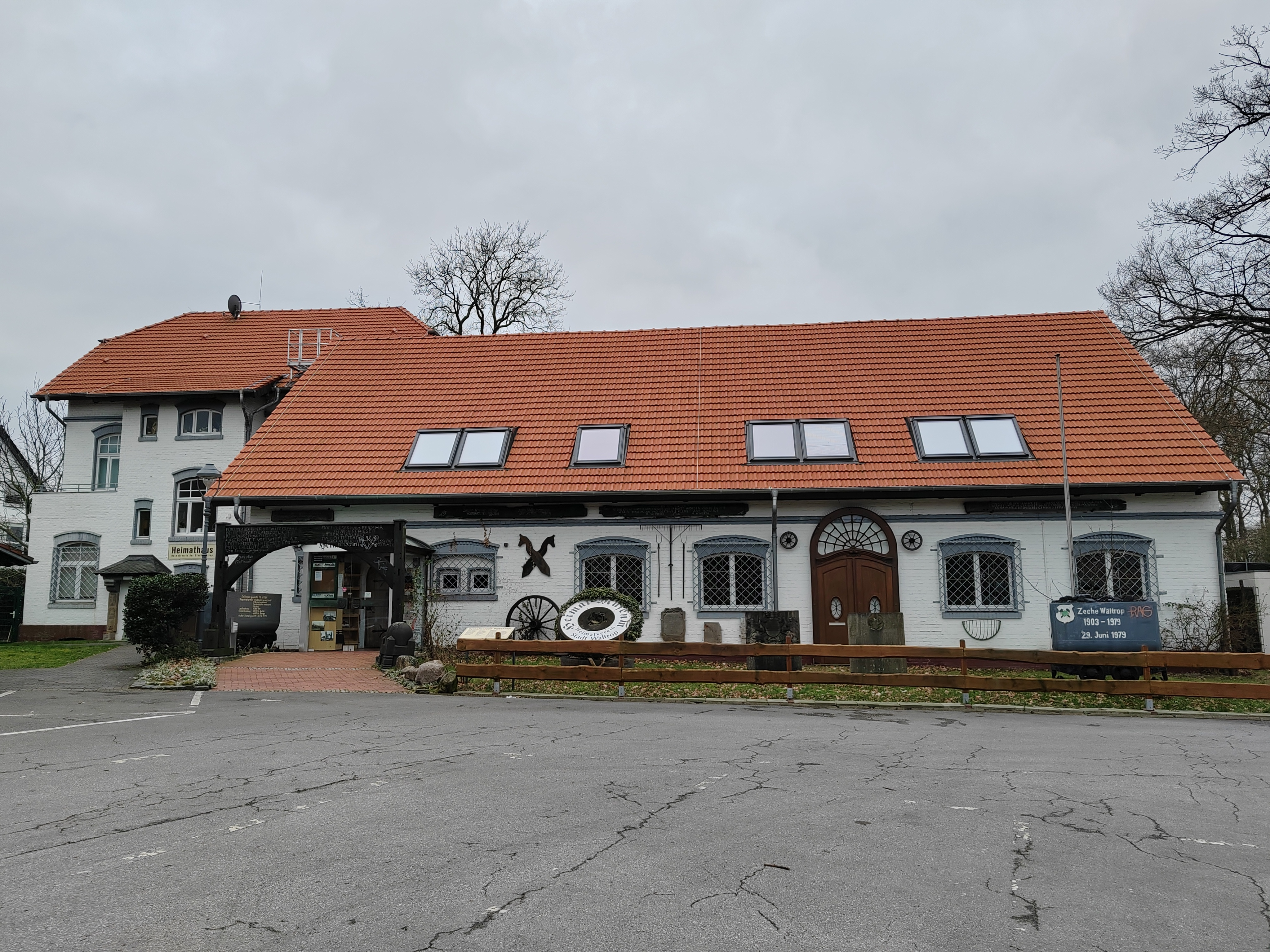
Heimatmuseum Waltrop

## Museum
Es dokumentiert die Waltroper Geschichte, schwerpunktmäßig werden Landwirtschaft, Handwerk, Religion und im Bereich Industrie insbesondere der Bergbau behandelt. Mit der Zeche Waltrop und einem Schacht der Zeche Ickern gab es gleich zwei Bergwerke in Waltrop. Daneben gehören Naturkunde-, Mineralien- und Gesteinssammlungen, sowie ein Archiv mit Urkunden und Schriften, hervorgegangen aus dem Pfarrarchiv, und eine langjährige Fotosammlung des Waltroper Stadtbildes dazu. In der eigenen Werkstatt werden Exponate durch den Heimatverein aufbereitet. Seit 2007 können in einem größeren Raum Veranstaltungen für Schulklassen oder Feiern bis zu 50 Personen durchgeführt werden.
Das Museum ist jede Woche donnerstags und an zwei Sonntagen im Monat geöffnet, der Eintritt ist frei. Die Mitglieder des Heimatvereins bieten verschiedene thematische Führungen und Bildervorträge an. Einmal jährlich gibt es ein Museumsfest, 2010 wurde das 75-jährige Bestehen des Heimatvereins mit einem großen Fest gefeiert.

## Riphaushof
Der Riphaushof war seit Jahrhunderten in Besitz der Familie Riphaus, das jetzige Haus stammt aus dem Jahre 1904. Die Gemeinde Waltrop kaufte das Gebäude 1912, nach dem Zweiten Weltkrieg brachte sie hier den städtischen Bauhof unter. Nach einer zwischenzeitlichen Nutzung durch eine Firma erwarb die Stadt 1992 das Anwesen wieder zurück und stellte es 1994 dem Heimatverein für die Neugestaltung des Museums zur Verfügung. Zuvor waren bereits Teile des Museumsmaterials im städtischen Bauhof eingelagert, andere Teile wurden in verschiedenen Schulen ausgestellt. Der Umzug in ein eigenes Gebäude wurde aber nötig, da ständig die vorhandenen Räumlichkeiten für Schulen, Seniorenheime oder andere Zwecke benötigt wurden. Der Ausbau und die Einrichtung des Riphaushofes erfolgte durch eigene Mittel des Heimatvereins, der Waltroper Bürger und Spendengelder in Höhe von 30.000 DM. Der Ausbau im Jahre 2007 konnte wiederum durch eigene Mittel in Höhe von 40.000 Euro finanziert werden.

## Heimatverein
Seit circa 1925 rief der damalige Amtmann Alfred Brockhausen dazu auf, heimatkundliches Material zu sammeln, Bürger der Gemeinde trugen sich mit dem Gedanken, einen Verein zu gründen. Am 18. Juni 1935 wurde der „Verein für Orts- und Heimatkunde für den Amtsbezirk Waltrop“ gegründet. Der als gemeinnützig anerkannte Verein betreibt nach seiner Satzung die Förderung aller Zweige der Heimatpflege, der Heimatkunde, der Heimatkultur, der Mundart und des Brauchtums. Dazu gehören auch die ehrenamtliche Führung des Heimatmuseums und des Archivs.